# 1951年バレーボール女子南米選手権
1951年バレーボール女子南米選手権（1951 Women's South American Volleyball Championship）は、1951年11月15日から22日にかけてブラジルのリオデジャネイロで開催された、南米バレーボール連盟主催の第1回バレーボール南米選手権女子大会。
出場国は4カ国。ブラジルが初優勝を飾った。

## 最終結果
| 順位 | 国           |
| ---- | ------------ |
| 1    | ブラジル     |
| 2    | ウルグアイ   |
| 3    | ペルー       |
| 4    | アルゼンチン |